# Aurelia Dobre

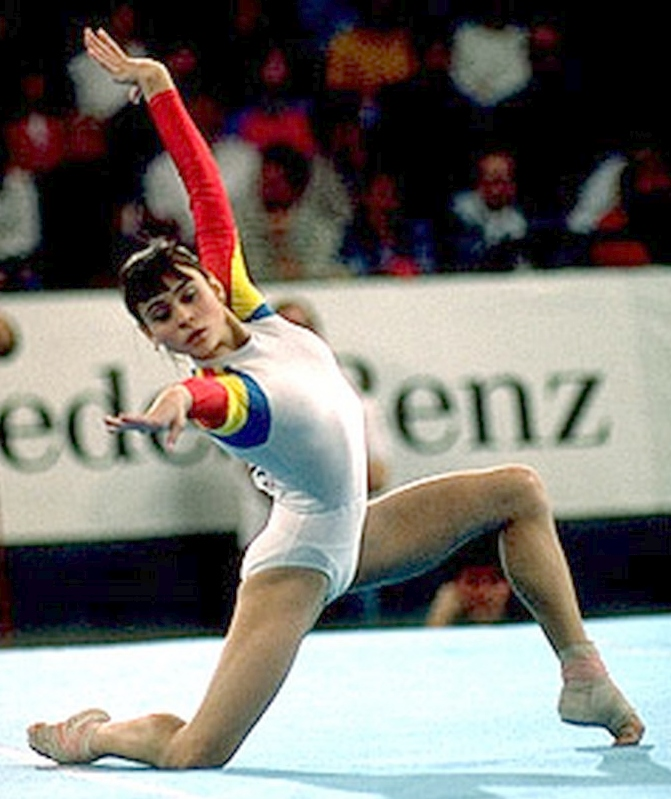
Aurelia Dobre, 1988

Aurelia Dobre (n. 16 noiembrie 1972, București, România) este o antrenoare, coregrafă și gimnastă română de valoare mondială, actualmente retrasă din activitatea competițională, dublă campioană mondială la campionatele mondiale de gimnastică artistică din 1987 și laureată cu argint olimpic la Seul 1988.
Remarcată de către toți comentatorii și iubitorii gimnasticii pentru stilul său elegant, artistic și extrem de precis, Aurelia Dobre face parte din selectul și limitatul club a gimnastelor de nota 10.
Dobre a reprezentat clubul sportiv Dinamo București.
Din păcate, datorită unor accidentări severe, gimnasta a trebuit să se retragă competițional prea repede, la o vârstă la care ar mai fi avut multe de arătat.
Aurelia Dobre a emigrat în Statele Unite ale Americii, s-a căsătorit acolo și este mama a patru băieți.